# Exoneura xanthoclypeata
Exoneura xanthoclypeata là một loài Hymenoptera trong họ Apidae. Loài này được Rayment mô tả khoa học năm 1935.

## Hình ảnh

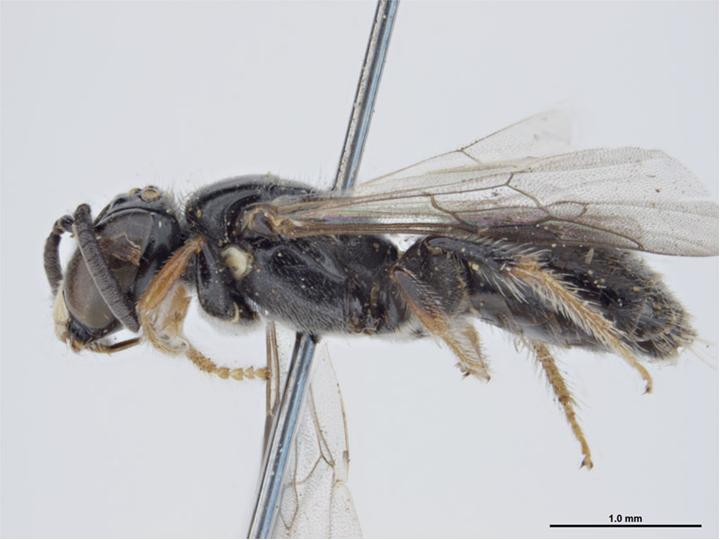